# Andreas Weber (Publizist)

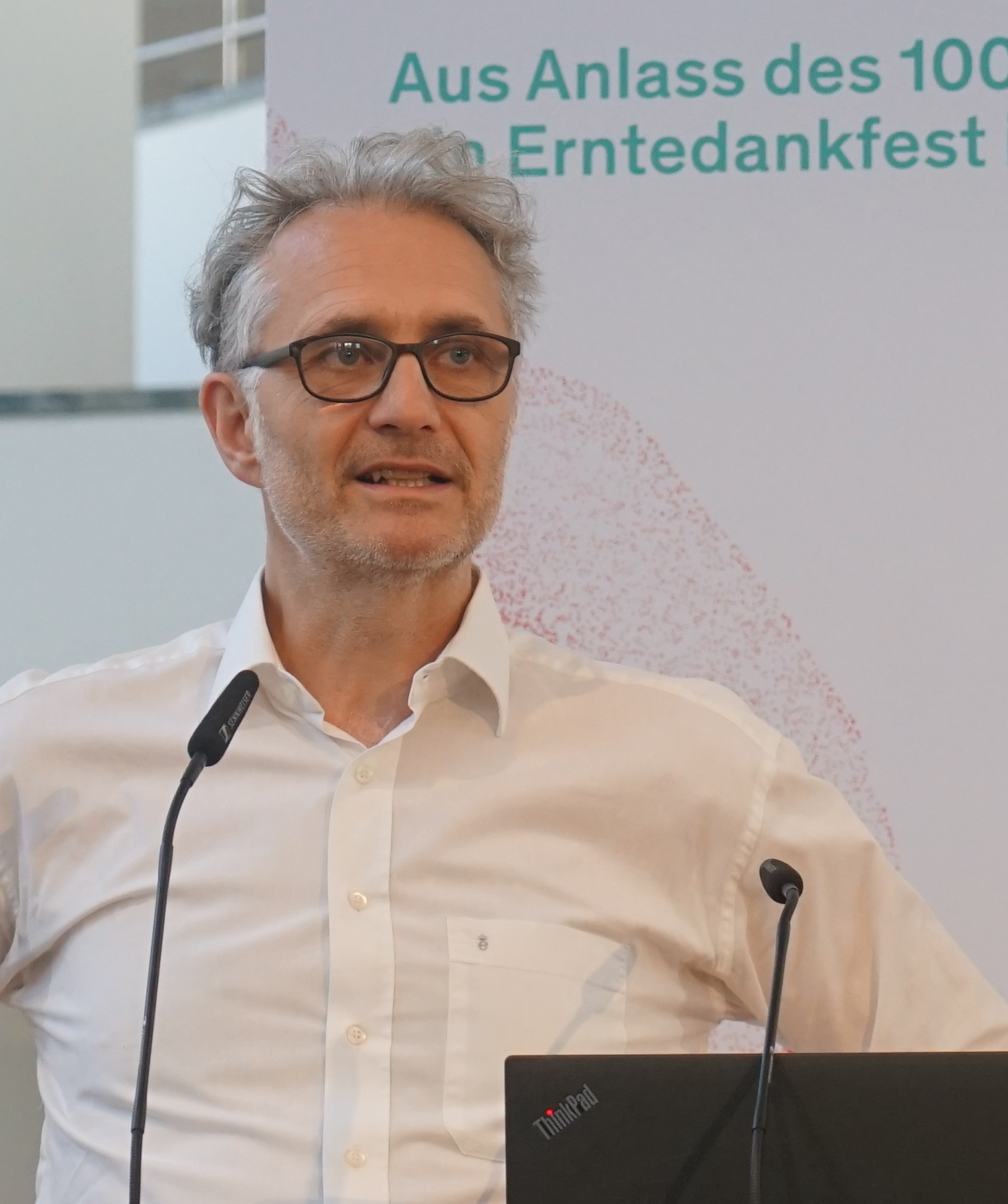
Andreas Weber, 2025

Andreas Weber (* 4. November 1967 in Hamburg) ist ein deutscher Biologe, Biosemiotiker, Philosoph und Publizist.

## Leben
Weber studierte Biologie mit dem Schwerpunkt Meeresökologie sowie Philosophie in Berlin, Hamburg und Freiburg. Er wurde bei Hartmut Böhme (Berlin) und Francisco Varela (Paris) über Natur als Bedeutung. Versuch einer semiotischen Theorie des Lebendigen promoviert.
Seit 1996 arbeitet Weber als freier Journalist u. a. für taz, Focus, Die Zeit und GEO, später auch für Merian (dort von 2001 bis 2004 als Redakteur), FAZ und Greenpeace-Magazin. 2010 erhielt er den Deutschen Reporterpreis in der Kategorie Essay, 2012 den Reportagepreis der Deutschen Gesellschaft für Ernährung DGE.
2007 erschien Alles fühlt. Mensch, Natur und die Revolution der Lebenswissenschaften, ein über weite Strecken poetisch-erzählendes Sachbuch, im Herbst 2008 folgte Biokapital. Die Versöhnung von Ökonomie, Natur und Menschlichkeit. In seinem 2014 erschienenen Buch Lebendigkeit. Eine erotische Ökologie fährt er fort mit der in Alles fühlt begonnenen „Revolution der Lebenswissenschaften“. 
Weber ist verheiratet, hat zwei Kinder und lebt in Berlin und Italien.

## Denken
Im Anschluss an Philosophen wie Jakob Johann von Uexküll oder Hans Jonas, die chilenischen Biologen Humberto Maturana und Francisco Varela, aber auch unter Aufnahme von Impulsen aus der angelsächsischen Welt setzt sich Weber für eine Überwindung der mechanistischen Interpretation von Lebensphänomenen ein. Organisches Dasein wird von ihm beschrieben als die kontinuierliche Selbsterschaffung fühlender, wertender und Bedeutung setzender Subjekte vor dem Hintergrund der Möglichkeit des Todes. Leben, als von Interesse an körperlicher Ganzheit und Entfaltung bestimmter Vorgang mit den von ihm erzeugten Vernetzungen, geht in der Analyse bloß objekthafter Prozesse nicht auf. Damit grenzt sich Weber ebenso von einem reduktionistischen Populär-Darwinismus wie andererseits vom Konzept des Intelligent Design ab.

## Buchveröffentlichungen

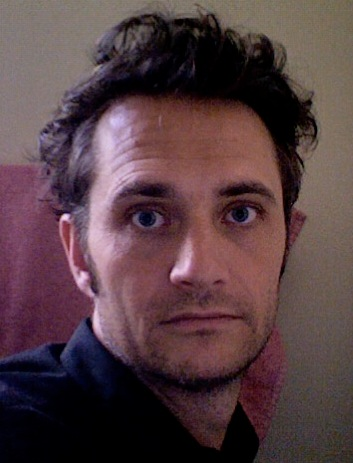
Andreas Weber, 2009

- Natur als Bedeutung. Versuch einer semiotischen Theorie des Lebendigen. (Dissertation), Würzburg 2003, ISBN 3-8260-2471-0.
- Alles fühlt. Mensch, Natur und die Revolution der Lebenswissenschaften. Berlin Verlag, Berlin 2007 ISBN 3-8270-0670-8
  - Neuauflage: thinkOya, Klein Jasedow 2014, ISBN 978-3-927369-86-3.
- Biokapital. Die Versöhnung von Ökonomie, Natur und Menschlichkeit. Berlin Verlag, Berlin 2008, ISBN 3-8270-0792-5.
- Mehr Matsch! - Kinder brauchen Natur. Ullstein, Berlin 2011, ISBN 978-3-550-08817-9.
- Minima Animalia. Ein Stundenbuch der Natur. thinkOya, Klein Jasedow 2012, ISBN 978-3-927369-68-9.
- Das Quatsch-Matsch-Buch. Kösel, München 2013, ISBN 978-3-466-30983-2.
- Lebendigkeit. Eine erotische Ökologie. Kösel, München 2014, ISBN 978-3-466-30988-7.
- Enlivenment. Eine Kultur des Lebens. Versuch einer Poetik für das Anthropozän. Aus dem Englischen übersetzt von Dirk Höfer, Matthes & Seitz, Berlin 2015, ISBN 978-3-95757-160-1.
- Lebendigkeit sei! Für eine Politik des Lebens. Ein Manifest für das Anthropozän. Mit Hildegard Kurt, thinkOya, Klein Jasedow 2015, ISBN 978-3-927369-95-5.
- Sein und Teilen. Eine Praxis schöpferischer Existenz. Transkript, Bielefeld 2017, ISBN 978-3-8376-3527-0.
- Indigenialität. Nicolai, Berlin 2018, ISBN 978-3-96476-010-4.
- mit Johann Brandstetter: Über Leben. die Wiederentdeckung der Natur. oekom, München 2019, ISBN 978-3962381332.
- Warum Kompromisse schließen?, Duden, Berlin 2020. ISBN 978-3411756360.

In englischer Sprache
- Enlivenment. Towards a fundamental shift in the concepts of nature, culture and politics. Heinrich-Böll-Stiftung, Berlin 2013, ISBN 978-3-86928-105-6.
- The Biology of Wonder: Aliveness, Feeling and the Metamorphosis of Science. New Society Publishers 2016, ISBN 978-0-86571-799-2.
- Matter and Desire. An Erotic Ecology. Chelsea Green, White River Junction 2017, ISBN 978-1-60358-697-9.
- Enlivenment: Towards a Poetics for the Anthropocene. The MIT Press, Cambridge, MA / London 2019, ISBN 978-0-262-53666-0